# Impatiens dendricola
Impatiens dendricola là một loài thực vật có hoa trong họ Bóng nước. Loài này được C.E.C.Fisch. mô tả khoa học đầu tiên năm 1935.